# Cassandre Beaugrand
Pour les articles homonymes, voir Beaugrand.
Cassandre Beaugrand, née le 23 mai 1997 à Livry-Gargan (Seine-Saint-Denis), est une triathlète française, championne olympique et du monde de triathlon courte distance en 2024, championne du monde sur distance sprint en 2023 et multiple championne de France, d'Europe et du monde de triathlon en relais mixte.

## Biographie
Entraînée pendant son adolescence par son père Ludovic Beaugrand pour l’athlétisme et le cyclisme, Cassandre Beaugrand a d'abord été licenciée au club de Livry-Gargan Athlétisme de 2006 à 2011, avant de rejoindre l'AS Monaco athlétisme en 2012.
En parallèle, elle s'inscrit au club de Saint-Raphaël Triathlon qu'elle quitte en juin 2014 pour le club de Poissy Triathlon, tout en s'entraînant pour la natation au club du Cercle des nageurs d'Antibes,. Elle pratique également le cross-country dans lequel elle remporte par deux fois les titres de championne de France dans la catégorie cadette et junior.

## Carrière sportive

### 2014 - 2017
Double championne de France cadette en triathlon, elle devient vice-championne du monde juniors de triathlon à Edmonton au Canada en 2014 et championne d’Europe juniors en 2016 à Lisbonne au Portugal.

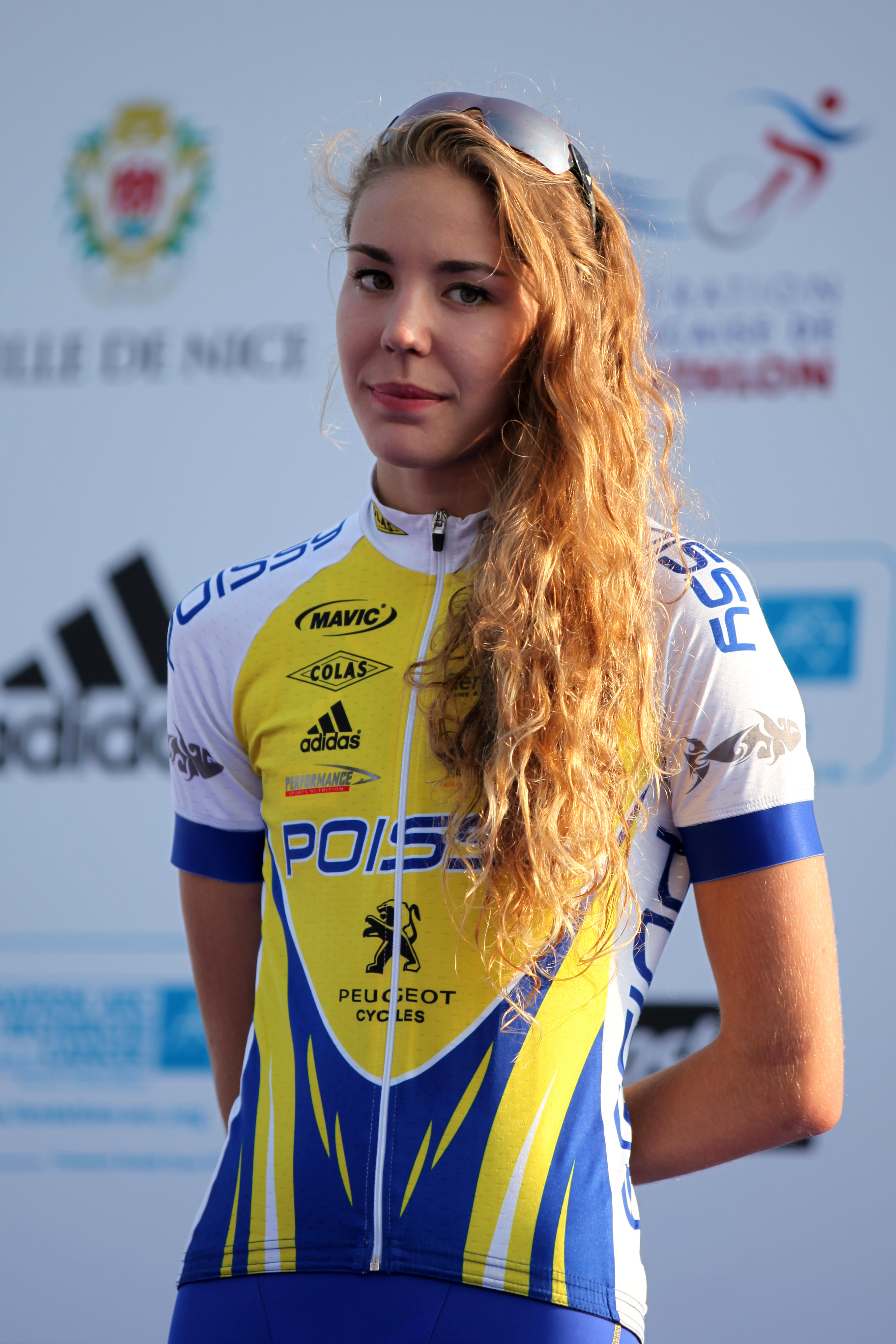
Cassandre Beaugrand lors des Championnats de France de triathlon à Nice, le 28 septembre 2014.

Le 13 juillet 2014, elle est vice-championne du monde de triathlon en relais mixte avec Audrey Merle, Dorian Coninx et Vincent Luis à Hambourg. Seulement cadette, elle part en premier relais et grâce à une très belle remontée à la course à pied sur les autres pays, elle donne le top départ au deuxième relais (Dorian Coninx) en 5e position et à seulement 3 secondes de la tête de la course. Le 28 septembre 2014, elle remporte le championnat de France élite devant Alexandra Cassan-Ferrier et Anne Tabarant, elle n'a alors que 17 ans.
En juin 2016, toujours junior, elle prend la troisième place du championnat d'Europe de triathlon distance S (sprint) dans la catégorie élite, derrière les Britanniques Jessica Learmonth et Lucy Hall vainqueur de l’épreuve. En juillet 2016, elle bénéficie de la ré-attribution par le comité olympique d'un dossard disponible pour les Jeux olympiques d'été de 2016 à Rio de Janeiro et devient à 19 ans, la seconde triathlète avec Audrey Merle à défendre les couleurs de la France sur l'épreuve olympique.
En 2017, elle remporte son second titre national lors des championnats de France de triathlon courte distance qui se déroule sur l'étape de Quiberon du Grand Prix de triathlon. Elle remporte par la même occasion le titre dans la catégorie U23 (espoir). Cette victoire supplémentaire conforte l'équipe féminine de Poissy Triathlon dans son avance sur le championnat féminin de 1er division.

### 2018 - 2019
En mai 2018, elle remporte en équipe les premiers championnats de France de triathlon en relais mixte, pratique nouvelle qui fait son entrée au programme olympique en 2020. Le lendemain de cette consécration par équipe, elle franchit également la ligne d'arrivée en vainqueur des championnats de France courte distance et remporte son troisième titre individuel sur ce championnat national. Poursuivant ce cycle victorieux, elle remporte à Hambourg à l'issue d'une course de haut niveau, son premier titre international en individuel à l'occasion de la 6e étape des séries mondiales de triathlon. Elle devance l'Allemande Laura Lindemann et l'Américaine Katie Zaferes.
En juillet 2018, elle remporte sa première victoire d'étape sur les séries mondiales de triathlon (WTS). Elle s'impose à 21 ans et à l'issue d'une course de haut niveau devant l'Allemande Laura Lindemann et la championne du monde en titre l'Américaine Katie Zaferes. Elle poursuit son ascension internationale en faisant partie de l'équipe de relais mixte lors des championnats du monde de cette spécialité. Troisième relayeuse, elle affronte l'Américaine Katie Zaferes qui reste au contact jusqu'au passage du dernier relais, qu'elle transmet avec une légère avance à Vincent Luis. Ce dernier, dernier relayeur, prend rapidement du champ sur ses adversaires pour valider le succès de l'équipe de France en 1 h 20 min 6 s. Beaugrand ajoute un second titre de cette spécialité à son palmarès, son premier titre mondial.
En août 2018, elle prend la troisième place des championnats d'Europe de triathlon. Elle prend le contrôle de la course lors de la partie natation avec la Britannique Jessica Learmonth championne d'Europe en titre. Les deux championnes prennent les devants sur la partie vélo et tente de maintenir les écarts avec le peloton des poursuivantes. La Suissesse Nicola Spirig réussit toutefois à rejoindre le duo de tête lors du 6e tour du circuit vélo. Dès la jonction effectuée, la Suissesse porte une attaque à laquelle la Française ne peut résister et concède rapidement des écarts, la Britannique restant pour sa part dans la roue de la championne olympique. Après une rapide transition, Nicola Spirig prend rapidement une large avance sur sa première poursuivante et franchit en vainqueur la ligne d'arrivée. Jessica Learmonth prend la seconde place, Cassandre Beaugrand ajoute un nouveau podium international, 3e de l'année, à son palmarès. Elle fait également partie des relayeurs de l’équipe de France de triathlon qui remporte un deuxième titre européen lors de l'épreuve en relais mixte des championnats d'Europe. À l'issue d'une course dense et très disputée, avec Léonie Périault, Pierre Le Corre et Dorian Coninx, ils ajoutent un titre à leurs palmarès et affichent leur suprématie sur cette spécialité, après leur victoire lors des championnats du monde au mois de juillet de cette même année. Elle remporte à cette occasion son 4e et son 5e podium international de l'année 2018. Le 14 septembre 2018, elle est sacrée vice-championne du monde de triathlon des moins de 23 ans à Gold Coast, derrière l'Américaine Taylor Knibb et devant l'Italienne Angelica Olmo.
Le 7 juillet 2019, elle remporte avec l'équipe de France les championnats du monde de triathlon en relais mixte à Hambourg.

### 2021 - 2023

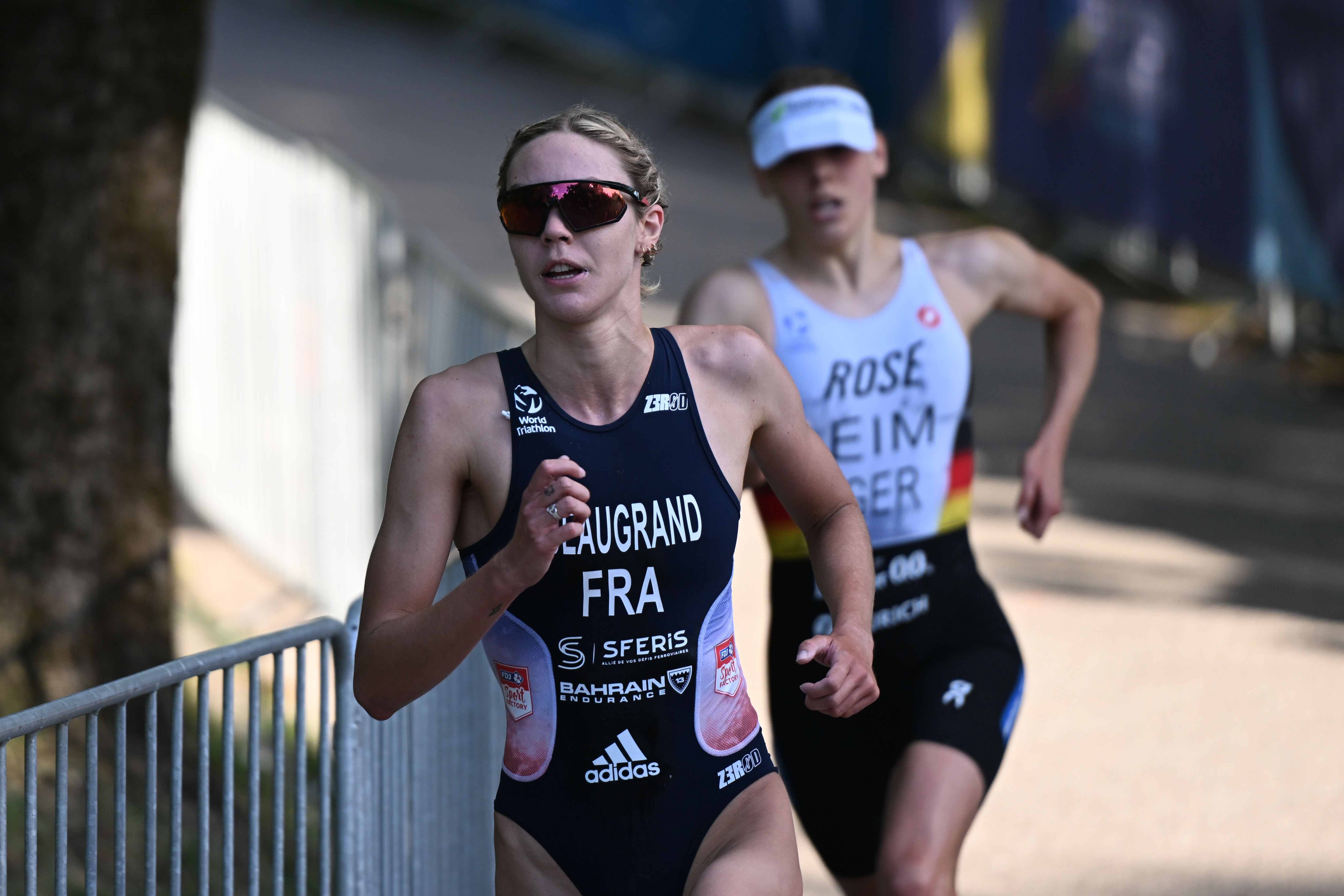
Cassandre Beaugrand durant les championnats d'Europe de triathlon à Munich, le 12 août 2022.

Le 31 juillet 2021, elle fait partie de l'équipe qui remporte la médaille de bronze lors du relais mixte de triathlon aux Jeux olympiques de Tokyo en compagnie de Léonie Périault, Dorian Coninx et Vincent Luis, première médaille olympique de l'histoire pour l'équipe de France de triathlon.
Elle participe en 2022 aux séries mondiales de triathlon (WTCS) qui concourent aux championnats du monde de triathlon et attribue également des points pour la qualification aux Jeux olympiques d'été de 2024  à Paris. Après un abandon sur l'étape de Yokohama, elle remporte sa deuxième victoire sur ce circuit international lors de l'étape de Leeds sur distance sprint (S). Sortie en première position de l'épreuve de 750 m de natation, elle cède du terrain lors de l'épreuve cycliste et pose son vélo pour la seconde transition avec un retard de 40 secondes sur la Britannique Sophie Coldwell et l'Américaine Taylor Spivey. Lestée d'une pénalité de 10 secondes pour une première transition non conforme, Cassandre Beaugrand, dans une course à pied de haut niveau, reprend toutes ces devancières pour franchir la ligne  victorieuse, devant les Britanniques Georgia Taylor-Brown et Sophie Coldwell,. Elle confirme deux semaines plus tard ses progrès dans la régularité en terminant deuxième à Montréal.
Le 26 juin 2022, elle refait partie de l'équipe de France championne du monde de triathlon en relais mixte à Montréal, avec Emma Lombardi, Vincent Luis et Pierre Le Corre. Le 14 août 2022, elle remporte également le titre européen de cette spécialité, à Munich, avec ses compatriotes Léo Bergère, Emma Lombardi et Dorian Coninx.
En 2023, Cassandre Beaugrand quitte le club Poissy Triathlon et rejoint l’équipe de triathlon de Monaco tout en restant au Royaume-Uni pour sa structure d’entraînement. Le 15 juillet, elle remporte le titre de championne du monde sur distance sprint lors de l'épreuve par élimination de Hambourg. Le 30 juillet, elle remporte, avec l'équipe de France, l'épreuve en relais mixte de l'étape des WTCS après avoir gagné, la veille, l'épreuve individuelle du circuit mondial à Sunderland.

### 2024

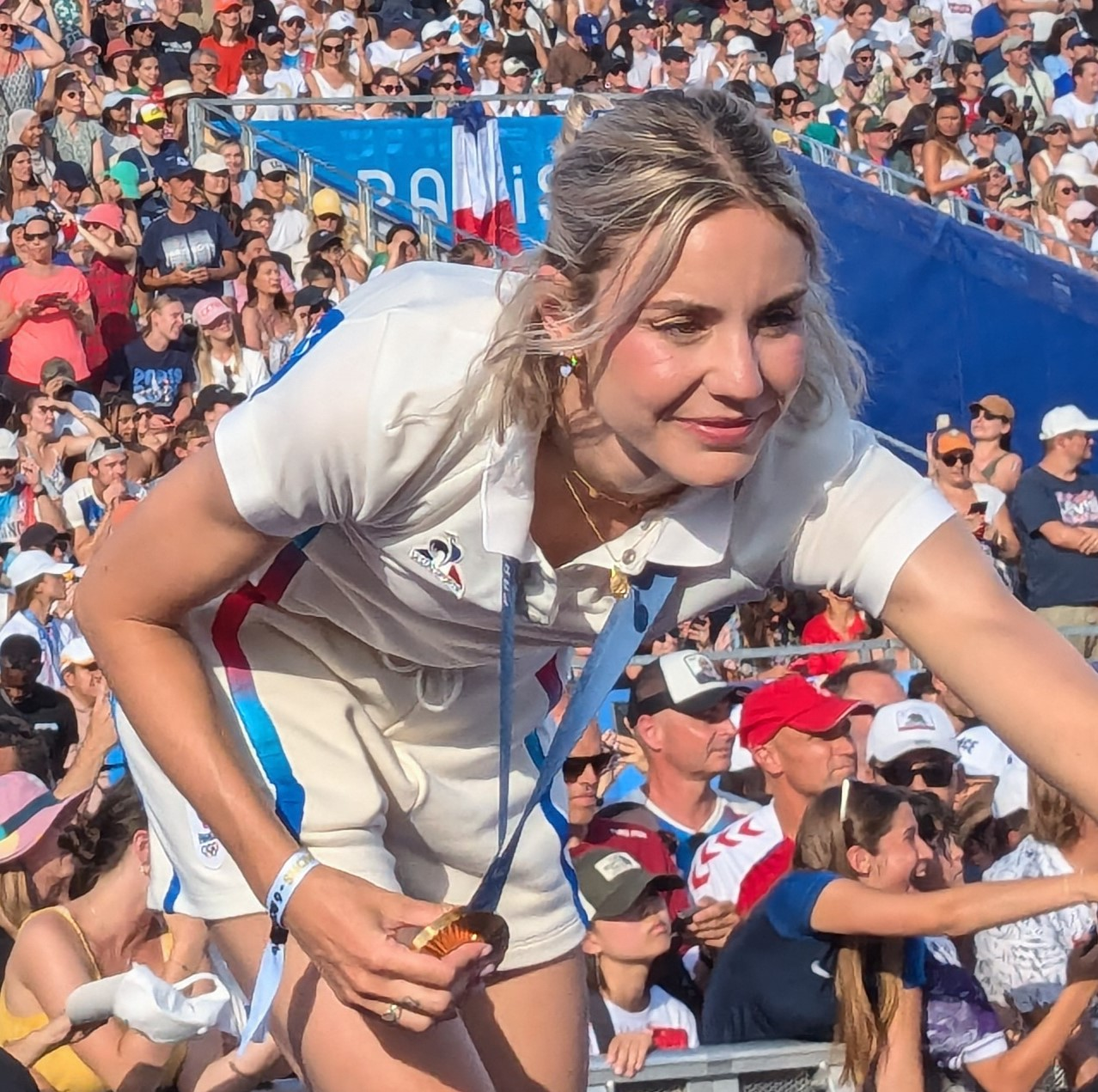
Cassandre Beaugrand avec sa médaille d'or, au parc des Champions (Trocadéro) pendant les Jeux olympiques d'été de 2024.

En 2024, elle obtient la médaille d'argent lors de la coupe d’Europe de Quarteira, le 23 mars. À la suite de sa première place à l'étape de Cagliari des WTCS, elle est qualifiée pour les Jeux olympiques de Paris, aux côtés d'Emma Lombardi et de Léonie Périault.
Après avoir obtenu la seconde place aux épreuves test organisées en août 2023, elle devient championne olympique de triathlon, aux Jeux olympiques de Paris le 31 juillet 2024. Après une épreuve de natation dans la Seine où un fort courant ajoute à la difficulté et une partie vélo au parcours rendu glissant par la pluie précédant le départ de l'épreuve, elle arrive à la seconde transition dans un groupe de neuf triathlètes qui commence l'épreuve de course à pied sur un rythme très élevé. Taylor Spivey et Georgia Taylor-Brown sont les premières compétitrices à lâcher le groupe, suivies des deux Allemandes Lisa Tertsch et Laura Lindemann. Un quatuor de prétendantes au titre se forme où le tempo est donné par Julie Derron qui se maintient en tête à un rythme soutenu. Emma Lombardi reste à l'abri du groupe, Beth Potter et Cassandre Beaugrand restent dans le sillage de la Suissesse. Dans le dernier tour, Cassandre Beaugrand place une attaque sur la tête de course et parvient à distancer ses trois concurrentes. Soutenant son rythme durant les 1 500 mètres, qu'elle qualifie à l'issue de l'épreuve de « 1 500 mètres les plus durs de sa vie », elle franchit la ligne d'arrivée en vainqueur, remportant le titre olympique de triathlon. Cassandre Beaugrand offre au triathlon français et à la France le premier titre olympique en valide et individuel de son histoire.
En octobre 2024, elle clôture les séries des championnats du monde de triathlon en remportant l'épreuve finale en 1 h 56 min 54 s, avec 38 secondes d'avance sur la Britannique Beth Potter, deuxième de la course, et devant sa compatriote Emma Lombardi. Cette victoire sur l'ultime épreuve du championnat 2024 lui attribue le titre de championne du monde de triathlon courte distance.

### 2025
Elle bat le record de France du 5 km route à Monaco le 9 février 2025 avec un temps de 14 min 53 s. Elle remporte ensuite la Coupe du monde de triathlon en salle de Liévin le 22 mars, puis le Championnat du monde de Supertri E le 5 avril à Londres.
Le 17 mai, elle fait sa rentrée en série mondiale à Yokohama. Cependant, une chute à vélo liée à des conditions météorologiques difficiles l'oblige à abandonner la course. Deux semaines plus tard, elle s'impose sur l'étape de Alghero en Italie.

## Vie privée
Cassandre Beaugrand a été en couple avec le triathlète suisse Sylvain Fridelance, vice-champion d'Europe en relais mixte 2018. Elle a été la compagne du nageur Hector Pardoe (en), spécialiste des épreuves de nage en eau libre.

## Palmarès

### En triathlon
Le tableau présente les résultats les plus significatifs (podium) obtenus sur les circuits national et international de triathlon depuis 2014,.
| Année | Compétition                                | Pays        | Position           | Temps           |
| ----- | ------------------------------------------ | ----------- | ------------------ | --------------- |
| 2025  | WTCS Alghero                               | Italie      | Médaille d'or      | 1 h 55 min 55 s |
| 2024  | Championnats du monde - Classement général |             | Médaille d'or      | 4 000 points    |
| 2024  | WTCS Torremolinos                          | Espagne     | Médaille d'or      | 1 h 56 min 45 s |
| 2024  | WTCS Hambourg                              | Allemagne   | Médaille d'or      | 55 min 19 s     |
| 2024  | Jeux olympiques de Paris                   | France      | Médaille d'or      | 1 h 54 min 55 s |
| 2024  | WTCS Cagliari                              | Italie      | Médaille d'or      | 1 h 47 min 25 s |
| 2024  | Coupe d'Europe - étape de Quarteira        | Portugal    | Médaille d'argent  | 1 h 56 min 57 s |
| 2023  | Championnats du monde - Classement général |             | Médaille d'argent  | 4 410 points    |
| 2023  | WTCS Pontevedra                            | Espagne     | Médaille de bronze | 1 h 53 min 50 s |
| 2023  | Test Events Paris                          | France      | Médaille d'argent  | 1 h 51 min 46 s |
| 2023  | WTCS Sunderland                            | Royaume-Uni | Médaille d'or      | 59 min 53 s     |
| 2023  | Championnats du monde de triathlon sprint  | Allemagne   | Médaille d'or      | 21 min 35 s     |
| 2023  | Coupe d'Europe - étape de Quarteira        | Portugal    | Médaille d'or      | 1 h 56 min 29 s |
| 2022  | WTCS Montréal                              | Canada      | Médaille d'argent  | 24 min 7 s      |
| 2022  | WTCS Leeds                                 | Royaume-Uni | Médaille d'or      | 59 min 3 s      |
| 2022  | Coupe d'Europe - l'étape sprint de Melilla | Espagne     | Médaille d'or      | 52 min 0 s      |
| 2021  | Coupe d'Europe - l'étape sprint de Melilla | Espagne     | Médaille d'or      | 57 min 7 s      |
| 2019  | WTS Hambourg                               | Allemagne   | Médaille d'argent  | 59 min 31 s     |
| 2018  | Championnats d'Europe                      | Royaume-Uni | Médaille de bronze | 2 h 0 min 57 s  |
| 2018  | WTS Hambourg                               | Allemagne   | Médaille d'or      | 58 min 6 s      |
| 2018  | Championnats de France courte distance     | France      | Médaille d'or      | 1 h 1 min 56 s  |
| 2017  | Championnats de France courte distance     | France      | Médaille d'or      | 55 min 34 s     |
| 2016  | Championnats d'Europe sprint               | France      | Médaille de bronze | 58 min 32 s     |
| 2015  | Championnats de France courte distance     | France      | Médaille de bronze | 1 h 1 min 5 s   |
| 2014  | Championnats de France courte distance     | France      | Médaille d'or      | 1 h 0 min 31 s  |
| 2014  | 4e étape de Coupe d'Europe à Bratislava    | Slovaquie   | Médaille d'argent  | 1 h 3 min 57 s  |

| Année | Compétition                              | Pays        | Position           | Temps           |
| ----- | ---------------------------------------- | ----------- | ------------------ | --------------- |
| 2023  | WTCS Sunderland                          | Royaume-Uni | Médaille d'or      | 1 h 26 min 53 s |
| 2022  | Championnats d'Europe en relais mixte    | Allemagne   | Médaille d'or      | 1 h 25 min 30 s |
| 2022  | Championnats du monde en relais mixte    | Canada      | Médaille d'or      | 1 h 27 min 14 s |
| 2021  | Jeux olympiques - relais mixte           | Japon       | Médaille de bronze | 1 h 24 min 4 s  |
| 2020  | Championnats du monde en relais mixte    | Allemagne   | Médaille d'or      | 1 h 18 min 25 s |
| 2020  | Championnat d'Europe des clubs champions | Portugal    | Médaille d'or      | 1 h 22 min 12 s |
| 2019  | Championnats du monde en relais mixte    | Allemagne   | Médaille d'or      | 1 h 20 min 18 s |
| 2019  | WTS Tokyo                                | Japon       | Médaille d'or      | 1 h 26 min 33 s |
| 2019  | Championnat d'Europe des clubs champions | Portugal    | Médaille d'or      | 1 h 21 min 5 s  |
| 2018  | Championnats d'Europe en relais mixte    | Royaume-Uni | Médaille d'or      | 1 h 15 min 7 s  |
| 2018  | Championnats du monde en relais mixte    | Allemagne   | Médaille d'or      | 1 h 20 min 6 s  |
| 2018  | WTS Nottingham                           | Royaume-Uni | Médaille de bronze | 1 h 21 min 57 s |
| 2018  | Championnats de France en relais mixte   | France      | Médaille d'or      | 1 h 57 min 14 s |
| 2018  | Championnat d'Europe des clubs champions | Portugal    | Médaille d'or      | 1 h 23 min 9 s  |
| 2017  | Championnats d'Europe en relais mixte    | Autriche    | Médaille d'argent  | 1 h 15 min 24 s |
| 2016  | Championnat d'Europe des clubs champions | Espagne     | Médaille d'or      | 1 h 23 min 32 s |
| 2014  | Championnats du monde en relais mixte    | Allemagne   | Médaille d'argent  | 1 h 19 min 11 s |

| Année | Nombres | Étapes                       |
| ----- | ------- | ---------------------------- |
| 2021  | 2       | Dunkerque, Châteauroux       |
| 2019  | 3       | Dunkerque, La Baule, Muret   |
| 2018  | 1       | Paris                        |
| 2017  | 3       | Dunkerque, Quiberon, Valence |
| 2014  | 1       | Nice                         |
| Total | 10      | 8 villes différentes         |

| Année | Nombres | Étapes                          |
| ----- | ------- | ------------------------------- |
| 2024  | 1       | Neom + du classement général    |
| 2023  | 2       | Malibu, Neom                    |
| 2022  | 1       | Londres (+ Arena Games Londres) |
| 2019  | 1       | Jersey                          |
| 2018  | 1       | Jersey + du classement général  |
| Total | 6       |                                 |

### Records en athlétisme
| Date             | Lieu   | Compétition                              | Distance                | Position | Record                    | Temps    | Ancienne détentrice                                     |
| ---------------- | ------ | ---------------------------------------- | ----------------------- | -------- | ------------------------- | -------- | ------------------------------------------------------- |
| 27 juillet 2014  | Eugene | Finale des championnats du monde juniors | 1500 mètres sur piste   | 10e      | Record de France cadettes | 4’17’’04 | Véronique Renties 4’19’’02, le 19 août 1977 à Donetsk   |
| 31 décembre 2016 | Rome   | 10 km de Rome                            | 10 kilomètres sur route | [ 50 ]   | Record de France juniors  | 33’12’’  | Cécile Lejeune 34’22’’, le 18 décembre 2016 à Houilles  |
| 31 décembre 2016 | Rome   | 10 km de Rome                            | 10 kilomètres sur route | [ 50 ]   | Record de France espoirs  | 33’12’’  | Jacqueline Gandar 33’13’’, le 18 octobre 2015 à Crémone |
| 9 février 2025   | Monaco | 5 km de Monaco                           | 5 kilomètres sur route  | 4e       | Record de France          | 14’53’’  | Sara Benfares 14’58’’ le 2 décembre 2022 à Hyères       |

## Distinctions, récompenses et hommages

### Décorations
- Chevalier de la Légion d'honneur le 23 septembre 2024[55].
- Chevalier de l'ordre national du Mérite le 8 septembre 2021[1].

### Prix et récompenses
- Champion des champions de L'Équipe  en 2024.

### Hommages
Lors de la rénovation du stade Alfred-Marcel-Vincent de Livry-Gargan en 2022, la ville donne le nom de Cassandre Beaugrand à la piste d'athlétisme.